# Nyasa Big Bullets FC
Nyasa Big Bullets Football Club w skrócie Nyasa Big Bullets FC – malawijski klub piłkarski grający w pierwszej lidze malawijskiej, mający siedzibę w mieście Blantyre.

## Sukcesy
- I liga[1]:
  - mistrzostwo (17): 1986, 1991, 1992, 1999, 2000, 2001, 2002, 2003, 2004, 2005, 2014, 2015, 2018, 2019, 2020/2021, 2022, 2023
  - wicemistrzostwo (4):  2008, 2012/2013, 2016, 2017

- Castle Cup[2]:
  - zwycięstwo (4): 1969, 1970, 1973, 1975

- Kamuzu Cup[2]
  - zwycięstwo (7): 1974, 1975, 1979, 1980, 1981, 1983, 1986

- Presidential Cup[2]
  - zwycięstwo (2): 2012, 2016

- Puchar CECAFA[3]
  - finał (1): 2021

## Występy w afrykańskich pucharach
| Sezon     | Rozgrywki                 | Runda   | Kraj                     | Klub                     | Dom | Wyjazd | Dwumecz                      |
| --------- | ------------------------- | ------- | ------------------------ | ------------------------ | --- | ------ | ---------------------------- |
| 1975      | Puchar Mistrzów           | 1       | Lesotho                  | Matlama FC               | –   | –      | walkower dla Big Bullets     |
| 1975      | Puchar Mistrzów           | 2       | Zambia                   | Green Buffaloes          | 0–2 | 0–3    | 0–5                          |
| 1976      | Puchar Zdobywców Pucharów | wstępna | Madagaskar               | Fortior Mahajanga        | 2–4 | 4–0    | 6–4                          |
| 1976      | Puchar Zdobywców Pucharów | 1       | Zambia                   | Rokana United            | 1–0 | 0–4    | 1–4                          |
| 1977      | Puchar Zdobywców Pucharów | wstępna | Uganda                   | Gangama United           | 4–1 | 3–2    | 7–3                          |
| 1977      | Puchar Zdobywców Pucharów | 1       | Nigeria                  | Shooting Stars FC        | 1–0 | 1–4    | 2–4                          |
| 1979      | Puchar Mistrzów           | 1       | Etiopia                  | Ogaden Anbassa           | –   | –      | walkower dla Ogaden Anbassa  |
| 1993      | Puchar Mistrzów           | wstępna | Rwanda                   | SC Kiyovu Sport          | –   | –      | walkower dla SC Kiyovu Sport |
| 1997      | Puchar Zdobywców Pucharów | 1       | Rwanda                   | SC Kiyovu Sport          | 1–0 | 1–2    | 2–2                          |
| 1997      | Puchar Zdobywców Pucharów | 2       | Zimbabwe                 | Dynamos FC               | 0–1 | 0–1    | 0–2                          |
| 1998      | Puchar Zdobywców Pucharów | wstępna | Tanzania                 | Tanzania Stars           | 2–2 | 1–3    | 3–5                          |
| 1999      | Puchar Zdobywców Pucharów | wstępna | Erytrea                  | Hintsa FC                | 4–2 | 0–1    | 4–3                          |
| 1999      | Puchar Zdobywców Pucharów | 1       | Kenia                    | Mathare United           | 3–2 | 0–2    | 3–4                          |
| 2000      | Puchar Mistrzów           | wstępna | Burundi                  | Vital’O FC               | 0–1 | 0–4    | 0–5                          |
| 2004      | Puchar Mistrzów           | wstępna | Uganda                   | Villa SC                 | 2–1 | 0–0    | 2–1                          |
| 2004      | Puchar Mistrzów           | 1       | Zambia                   | Zanaco FC                | 0–1 | 0–1    | 1–1 (k. 6–5)                 |
| 2004      | Puchar Mistrzów           | 2       | Południowa Afryka        | Orlando Pirates          | 1–0 | 1–2    | 2–2                          |
| 2004      | Puchar Mistrzów           | gr. A   | Tunezja                  | Étoile Sportive du Sahel | 0–1 | 1–1    | 1–2                          |
| 2004      | Puchar Mistrzów           | gr. A   | Nigeria                  | Enyimba FC               | 1–1 | 0–6    | 1–7                          |
| 2004      | Puchar Mistrzów           | gr. A   | Wybrzeże Kości Słoniowej | Africa Sports National   | 2–1 | 1–1    | 3–2                          |
| 2015      | Puchar Mistrzów           | wstępna | Komory                   | Fomboni FC               | 2–2 | 1–0    | 3–2                          |
| 2015      | Puchar Mistrzów           | 1       | Sudan                    | Al-Hilal Omdurman        | 1–1 | 0–4    | 1–5                          |
| 2018/2019 | Puchar Mistrzów           | wstępna | Kenia                    | Gor Mahia                | 1–0 | 0–1    | 1–1 (k. 3–4)                 |
| 2019/2020 | Puchar Mistrzów           | wstępna | Zimbabwe                 | FC Platinum              | 0–0 | 2–3    | 2–3                          |
| 2021/2022 | Puchar Mistrzów           | wstępna | Południowa Afryka        | AmaZulu FC               | 1–3 | 1–0    | 2–3                          |
| 2022/2023 | Puchar Mistrzów           | wstępna | Tanzania                 | Simba SC                 | 0–2 | 0–2    | 0–4                          |

## Stadion
Domowe mecze klub rozgrywa na stadionie o nazwie Kamuzu Stadium w Blantyre. Stadion może pomieścić 40000 widzów.

## Reprezentanci kraju grający w klubie od 2008 roku
Stan na styczeń 2023.
| - Peter Banda - Owen Chaima - James Chilapondwa - Richard Chimbamba - Ian Chinyama - Douglas Chirambo - Gomezgani Chirwa - Rabson Chiyenda - Innocent Dzimbiri - Yamikani Fodya - Miracle Gabeya - McDonald Harawa - Chimwemwe Idana - Rahim Ishmael - Henry Kabichi - Hassan Kajoke - Ernest Kakhobwe - Charles Kalayire - Nelson Kangunje - Chikumbutso Kanyenda - Erick Kaonga - Chimango Kayira - Amos Khamula - Fisher Kondowe - Tizgowere Kumwenda - John Lanjesi - Chikondi Likwemba - Trust Lunda - Alick Lungu - Grant Lungu | - Bashiri Maunde - Gabadinho Mhango - Zicco Mkanda - Sankhani Mkandawire - Clever Mkungula - Mike Mkwate - Diverson Mlozi - Blessings Mpokera - Chiukepo Msowoya - Patrick Mwaungulu - Lanjesi Nkhoma - Nickson Nyasulu - George Nyirenda - Sankhani Nyirenda - Charles Petro - Patrick Phiri - Maxwell Phodo - Peter Pindani - Dalitso Sailesi - Precious Sambani - Swadic Sanudi - Misheck Selemani - Muhammad Sulumba - Leslie Tamutamu - Frank Willard - Jimmy Zakazaka - Pilirani Zonda - Emmanuel Zoya - Charles Tibingana |